# Masahiro Sekiguchi
Masahiro Sekiguchi (jap. 関口 正大, Sekiguchi Masahiro; * 21. April 1998 in Niigata, Präfektur Niigata) ist ein japanischer Fußballspieler.

## Karriere
Masahiro Sekiguchi erlernte das Fußballspielen in den Jugendmannschaften vom Club F3 und dem FC Ikarashi, der Schulmannschaft der Niigata Meikun High School sowie in der Universitätsmannschaft der Hōsei-Universität. Von Juni 2020 bis Saisonende wurde er von der Universität an Ventforet Kofu ausgeliehen. Der Verein aus Kōfu spielte in der zweiten japanischen Liga, der J2 League. In der zweiten Liga kam der Jugendspieler 2020 zweimal zum Einsatz. Sein Zweitligadebüt gab er am 29. Juli 2020 im Auswärtsspiel gegen Mito Hollyhock. Hier stand er in der Startelf und wurde in der 87. Minute für Ryōhei Arai ausgewechselt. Nach der Ausleihe wurde er Anfang 2021 von Ventforet fest unter Vertrag genommen. Am 15. Oktober 2022 stand er mit Kofu im Finale des japanischen Pokals, wo man im Elfmeterschießen den Erstligisten Sanfrecce Hiroshima besiegte. Nach 143 Ligaspielen wechselte er im Januar 2025 nach Nagasaki zum ebenfalls in der zweiten Liga spielenden V-Varen Nagasaki.

## Erfolge
Ventforet Kofu
- Japanischer Pokalsieger: 2022